# Kilián Nowotny

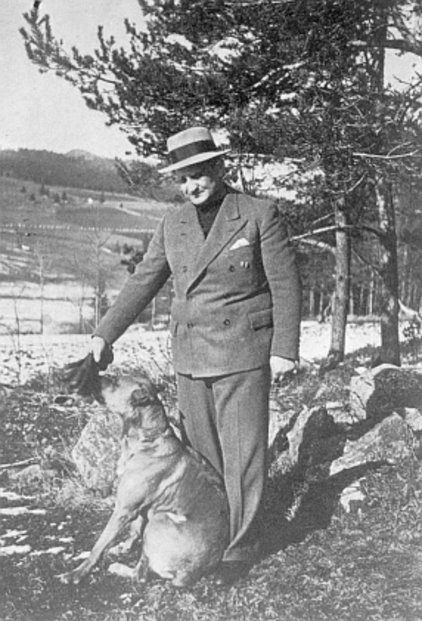
Kilián „Franz“ Nowotny se svým psem Alíkem (30. léta 20. století)

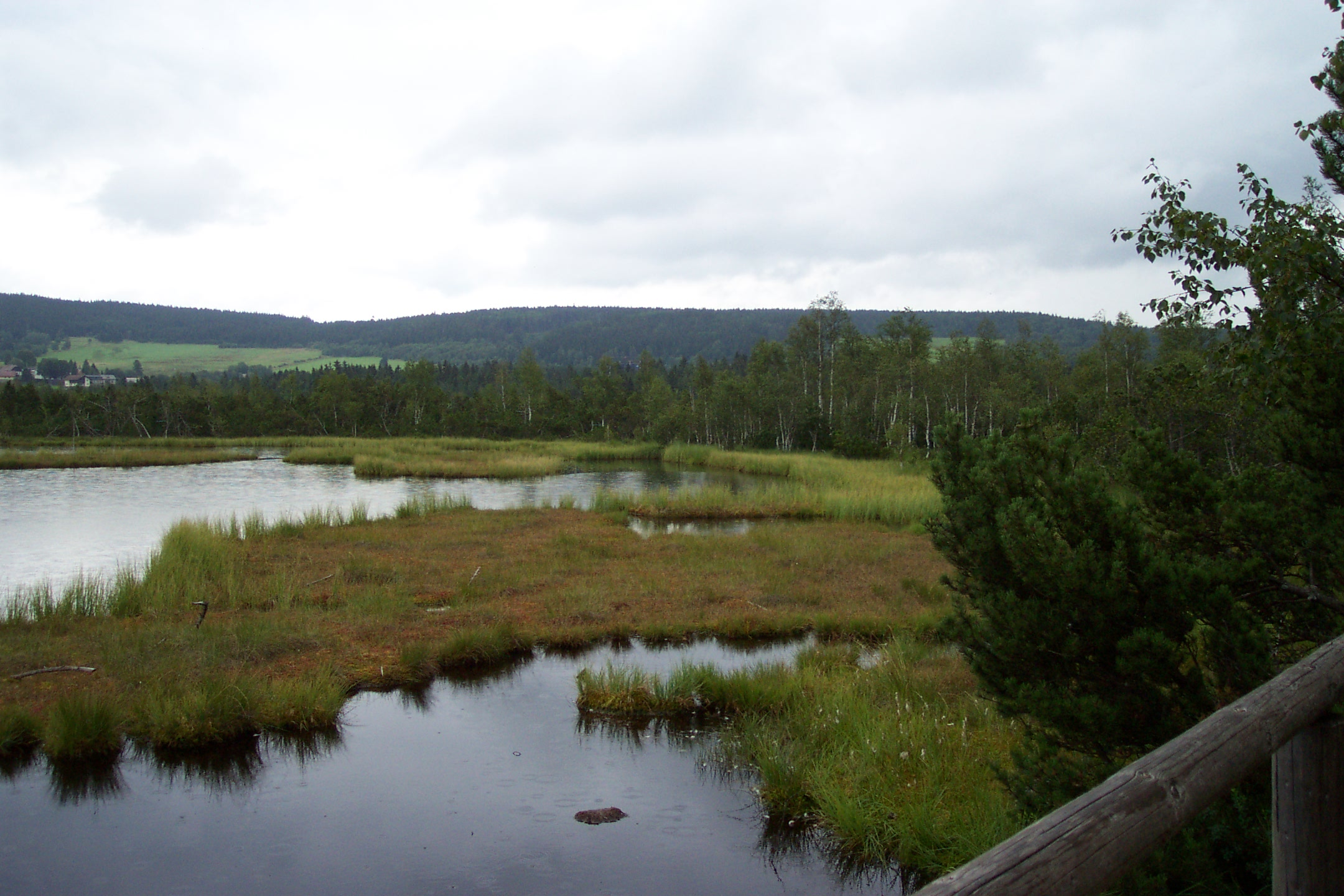
Kiliánova trasa vedla přes Chalupskou slať

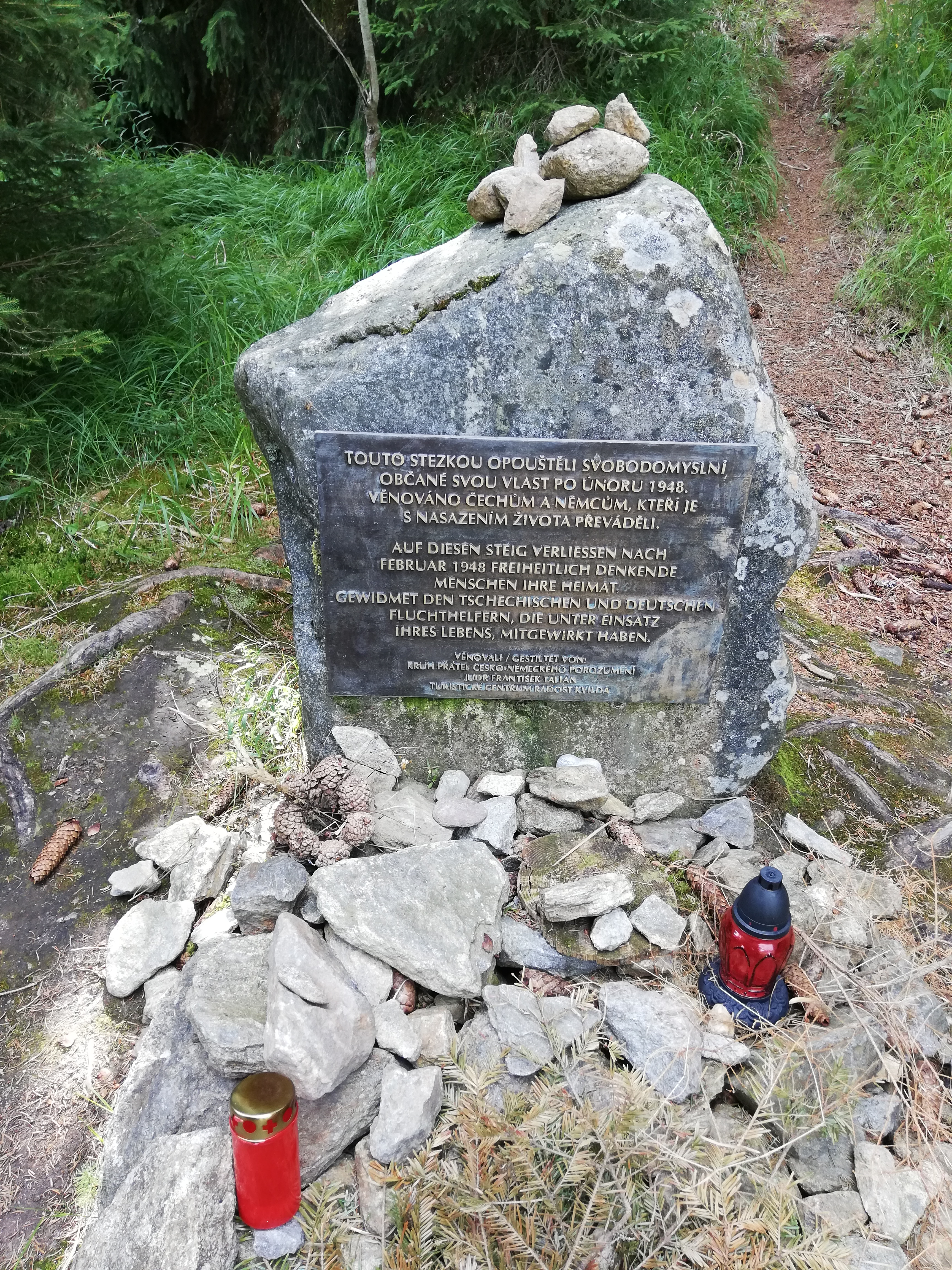
Pomník králům Šumavy

Kilián „Franz“ Nowotny (1. prosince 1905 Staré Hutě u Nových Hutí – 12. března 1977 Waldkirchen, Západní Německo) byl českoněmecký pašerák, převaděč a agent americké zpravodajské služby CIC, původem z jihočeských Starých Hutí, který mnohokrát nelegálně překročil hranici mezi Bavorskem a jižními Čechami.

## Život
Narodil se v německé rodině na Šumavě ve Starých Hutích (Kaltenbach) nedaleko Nových Hutí. Vyučil se řezníkem, oženil se a přestěhoval k ženě do usedlosti na Pláních. Přivydělával si pašeráctvím přes hranici do Bavorska. Za války sloužil v německém wehrmachtu. Po válce se vrátil na Šumavu, ale v roce 1946 byla celá rodina odsunuta do Bavorska. Usadil se nedaleko hranic v bavorském Röhrnbachu, kde založil velkoobchod se dřevem.
I když se v řadě publikovaných článků o něm objevuje tvrzení, že se jmenoval Franz a Kilián bylo krycí jméno, ve skutečnosti to bylo obráceně, o čemž svědčí nápis na hrobě i zápisy v matrikách.
Po komunistickém převratu v roce 1948 se stal agentem americké zpravodajské služby CIC. Převáděl přes hranici do Československa americké tajné agenty a z Československa do Bavorska emigranty. 5. května 1950 byl nedaleko Františkova na Šumavě zraněn při přestřelce s příslušníky tehdejšího Sboru národní bezpečnosti. Díky znalosti terénu se mu podařilo uniknout zpět do Bavorska, kde byl dopraven do bavorské nemocnice v Grafenau, jeho tři společníci byli dopadeni a odsouzeni a jednomu z nich, bývalému příslušníkovi SNB Bohuslavu Benešovi, byl udělen trest smrti.
Po tomto incidentu se do Československa už nikdy nevrátil. Zůstal však nadále ve styku s československou emigrací. Rádio Svobodná Evropa v Mnichově a ve Vídni s ním natočilo celou řadu relací. Roku 1957 byl na něho ze strany StB dokonce i spáchán pokus o atentát. Do konce svého života v roce 1977 se živil jako obchodník se dřevem. Zemřel ve věku 72 let ve Waldkirchenu.
Kiliánova trasa, nazývaná někdy jako Kanál 54, začínala na výpadovce z Vimperka směrem přes lesy na stráních kopců Jilmová a Kamenná hora k Medvědímu potoku. Po jeho překročení pak okolo Michlovy hutě vzhůru mezi kopci Kamenná a Bukovec, směrem na Nový Svět. Dále přes silnici z Borových Lad do Nových Hutí a pak přes Chalupskou slať k Janské hoře a pod ní k osadě Františkov. Potom bylo nutné překročit Vltavu a stoupat ke Stolové a Stanové hoře a dále k silnici mezi Bučinou a Kvildou. Pak se trasa stáčela přímo ke státní hranici v oblasti pramenů Vltavy.
Koncem 50. let se na Šumavě, hlavně v Kvildě a jejím okolí a na Prášilech, natáčel ideologicky zaměřený film Král Šumavy. Scenáristé se inspirovali stejnojmenným románem spisovatele Rudolfa Kalčíka, který však nemá se skutečným životem Nowotného nic společného.